# Alfred Lucas
Alfred Lucas (Manchester, 1867 – 1945) è stato un chimico britannico.

## Biografia
Fu, dal 1923 al 1932, chimico per il Servizio delle Antichità dell'Antico Egitto.
Dal novembre 1922, in occasione della scoperta della tomba di Tutankhamon (sigla KV62 nella Valle dei Re), da parte della spedizione Carter-Carnarvon, lavorò assiduamente per la salvaguardia ed il consolidamento delle suppellettili funerarie e per le analisi degli innumerevoli reperti portati alla luce.
Si tratta, nella storia della ricerca archeologica, del primo caso di spedizione che avesse al seguito un chimico; Carter aveva stimato che, senza le necessarie operazioni di conservazione, solo il 10% dei materiali scoperti sarebbe stato nelle condizioni di essere esposto al Cairo. Grazie all'opera di Lucas, invece, il danno venne enormemente limitato se si pensa che solo lo 0,25% di tutti gli oggetti rinvenuti è andato perso.